# Оркестрация
Оркестрация е аранжирането на музикално произведение за изпълнение от оркестър.
Тя включва определяне на частите от композицията, които трябва да свири всеки от инструментите в оркестъра. В класическата музика композиторите обикновено сами оркестрират своите композиции, а самостоятелна оркестрация се прилага главно при адаптиране на произведения за изпълнение от оркестър, различен от първоначално предвидения. Оркестрацията често е отделена от композирането в области като джаз музиката, музикалния театър и филмовата музика.